# Cerici
Cerici (cyr. Церици) – wieś w Bośni i Hercegowinie, w Republice Serbskiej, w mieście Banja Luka. W 2013 roku liczyła 16 mieszkańców.